# 畠山遼
畠山 遼（はたけやま りょう、1991年10月20日 - ）は、日本の俳優である。秋田県出身。ドルチェスター所属。

## 略歴
- 2012年に、舞台『闇の皇太子』で本格的に俳優デビューする。
- 2022年12月4日、同年12月31日をもって芸能活動を一時休止することを発表した。
- 2025年4月1日、活動再開を発表した。

## 出演

### 舞台
- 闇の皇太子（2012年10月17 - 21日、上野ストアハウス） - 後鬼瑞宮 役
- カガミ想馬プロデュース公演『ONLY SILVER FISH』（2012年、上板橋 GREEN DOOR）
- プレゼント◆5 - 青羽要 役 
  - プレゼント◆5（2013年4月24日 - 28日、シアターサンモール）
  - side：三日月（2013年8月7日 - 11日、青山円形劇場）
  - 満月にリボンをかけて（2013年10月30日 - 11月10日、CBGKシブゲキ!!/11月16日 - 17日テレピアホール）
  - 恋するオトコは眠れない（2014年4月16日 - 21日、紀伊國屋ホール）
  - オレはぜったい悪くない!（2014年5月2日 - 6日、紀伊国屋サザンシアター）
- 異聞天狼伝〜會津新撰組残党記〜（2013年9月6日、全労済ホール スペース・ゼロ） - 中西一二三 役 ※増田裕生の代役
- ミュージカル「AMNESIA」 - イッキ 役
  - ミュージカル「AMNESIA」（2014年1月9日 - 19日、博品館劇場）
  - re:again（2014年9月3日 - 10日、全労済ホール スペース・ゼロ/9月20日 - 23日、大阪ビジネスパーク円形ホール）
- ラズベリーボーイ 再演（2014年2月28日 - 3月9日、俳優座劇場） - 櫻井蓮 役
- ギャングアワー（2014年9月30日 - 10月5日、新宿シアターモリエール） - 渋谷 役
- BROTHERS CONFLICT - 朝日奈昴 役
  - BROTHERS ON STAGE!（2014年6月20日 - 29日、シアターサンモール）
  - BROTHERS ON STAGE!2（2015年3月4日 - 9日、紀伊国屋サザンシアター）
  - BROTHERS ON STAGE!再演（2015年4月8日 - 19日、シアターサンモール/4月22日 - 24日、松下IMPホール）
  - BROTHERS ON STAGE!3 THE FINAL（2016年7月6日 - 13日、全労済ホール スペース・ゼロ/7月16日 - 18日、松下IMPホール）
- 東京パチプロデュース第十回公演「Zooっとしてない!」（2014年7月23日 - 28日、下北沢OFF・OFFシアター） - 八木俊平 役
- 私のホストちゃん〜血闘！福岡中洲編〜（2014年12月5日 - 14日、日本青年館/12月26日 - 27日、森ノ宮ピロティホール） - RUI 役
- 恋するアンチヒーロー（2015年5月8日 - 17日、サンモールスタジオ） - ガルブルー(B) 役
- ミュージカル八犬伝―東方八犬異聞― - 犬田小文吾 役
  - 八犬伝―東方八犬異聞―（2015年8月14 - 23日、シアターサンモール）
  - 二章（2016年11月23日 - 27日、全労済ホール　スペース・ゼロ）
- 最遊記歌劇伝 -Reload-（2015年9月17日 - 23日、サンシャイン劇場） - 独角兕 役
- ハイパープロジェクション演劇「ハイキュー!!」（2015年11月14日 - 12月13日、アイア 2.5 シアタートーキョーほか） - 松川一静 役
- マフィアモーレ☆（2016年2月3日 - 7日、新宿村LIVE） - イコナ 役
- 朗読劇「雲は湧き、光あふれて」（2016年3月30日 - 4月3日、紀伊國屋サザンシアター） - 第1話「ピンチランナー」益岡 役/第3話「雲は湧き、光あふれて」滝山 役
- 黒子のバスケ- 緑間真太郎 役
  - THE ENCOUTER（2016年4月8日 - 26日、サンシャイン劇場）
  - ULTIMATE-BLAZE（2019年春上演予定）[1]
- ハロー，イエスタデイ 再演（2016年8月24日 - 31日、シアターサンモール） - 星野太一郎 役
- 露出狂（2016年9月30日 - 10月10日、Zeppブルーシアター六本木）
- PREMIUM 3D MUSICAL『英雄伝説 閃の軌跡』（2017年、Zeppブルーシアター六本木） - マキアス・レーグニッツ 役
- ミュージカル『スタミュ』 - 柊翼 役
  - ミュージカル『スタミュ』（2017年4月、Zeppブルーシアター六本木・森ノ宮ピロティホール）[2]
  - ミュージカル『スタミュ』第2弾（2018年7月、日本青年館・森ノ宮ピロティホール）[3]
- アンプラネット ―Back to the Past！―（2018年1月5日 - 14日、品川プリンスホテルクラブex） - 青羽要役
- Live Musical『SHOW BY ROCK!!』―狂騒の BloodyLabyrinth―（2018年8月 - 9月、銀河劇場・梅田芸術劇場 シアター・ドラマシティ）- ゲ・フロッチ 役[4]
- 銀河英雄伝説 Die Neue These（2018年10月25日 - 28日、Zepp DiverCity TOKYO） - オスカー・フォン・ロイエンタール 役[5]
  - 銀河英雄伝説 Die Neue These～第二章 それぞれの星～（2019年5月 - 6月、Zepp DiverCity TOKYO / Zepp Namba）[6]
  - 銀河英雄伝説 Die Neue These～第三章 嵐の前～（2019年10月 - 11月、Zepp DiverCity TOKYO / Zepp Namba）[7]
- OUT OF FOCUS!（2019年2月9日 - 17日、シアターサンモール）- 主演[8]
- DisGOONie「PHANTOM WORDS」（2019年3月15日 - 24日、ヒューリックホール東京）[9]
- プライムーン（2021年1月 - 3月、Mixalive TOKYO Theater Mixa） - 青羽要 役
  - プライム☆タイム ～ほしいのはティアラのチョコだけ～（2021年2月13日・14日、DMM.com本社24F イベントスペース）
  - 「Music Fighter／まほろば」「アイドルステージ MUSIC COLLECTION vol.1」発売記念 プライムーン&GS382 スペシャルライブ（2021年6月5日・6日、 1000club）
  - P.P.P 219 ～Prime Puckish Party～（2021年9月4日・5日、バトゥール東京）
- ミュージカル『新テニスの王子様』 - 大曲竜次 役
  - The Second Stage（2022年1月 - 2月、KAAT神奈川芸術劇場 ホール / TOKYO DOME CITY HALL / メルパルクホール大阪）
  - Revolution Live 2022（2022年10月6日 - 10日、幕張メッセ 幕張イベントホール）[10]
  - The Fifth Stage（2025年10月3日 - 11月16日〈予定〉、Kanadevia Hall / SkyシアターMBS / 土岐市文化プラザ サンホール）[11]
- WBB vol.26『サムライモード』（2025年6月4日 - 15日〈予定〉、紀伊國屋サザンシアター TAKASHIMAYA 他）[12]

### テレビ
- シマシマ（2011年4月22日 - 6月24日、TBS）
- 仮面ライダーフォーゼ（2011年9月4日 - 2012年8月26日、テレビ朝日） - 山田遼 役
- カラダはみんな生きている 第8話・第9話（2012年、NHK）
- 牙狼-GARO- 〜闇を照らす者〜 第3話（2013年4月19日、テレビ東京） - 生徒 役
- 衝撃ゴウライガン!! 第5話（2013年11月1日、テレビ東京） - 良太 役

### 映画
- モテキ（2011年9月公開、東宝）
- センチメンタルヤスコ（2012年4月公開、る・ひまわり）

### バラエティー番組
- 俺旅。〜台湾〜（2015年1月 - 3月、tvk 他）

### PV
- 風味堂「あふれる愛を伝えたい」

## 作品

### 写真集
- 畠山遼 1st写真集『Days』（2018年10月20日、MOGURA BOOKS）